# Karel Sys
Karel Sys (Oostende, 14 februari 1914 - Argentinië, 19 juni 1990) was een Belgisch professioneel bokser die meerdere keren Belgisch en Europees kampioen werd bij de (half-)zwaargewichten.

## Levensloop

### Afkomst en jeugd
Karel Sys groeide op in arm arbeidersgezin met vijf kinderen in het Oostendse Westerkwartier. In zijn kinderjaren wilde de magere en slungelachtige Sys, die op de lagere Conscienceschool vaak werd gepest, wielrenner worden maar zijn ouders konden zich financieel niet veroorloven om voor hem een fiets te kopen. Onder impuls van zijn goede vriend Daniël Vandamme - die hem zijn inschrijvingsgeld voorschoot - sloot hij zich als 16-jarige aan bij de Oostendse Flandria Boxing Club, toen een van de meest prestigieuze boksclubs van België. Hij werd er onder de vleugels genomen en opgeleid door de Oostendse oud-bokser en organisator van bokswedstrijden Theo Vanhaverbeke die tevens zijn manager werd.

### Sportieve loopbaan
In 1930 kreeg Sys, als zestienjarige knaap van slechts 49 kg, toevallig de kans om zijn eerste kamp te vechten. Sys won de kamp op punten na vier ronden en verraste meteen het publiek door zijn snelheid, die een van zijn kenschetsende eigenschappen zou blijven. Zijn debuut bij de amateurs leverde hem een voor die tijd aardige aanmoedigingspremie van 375 bef op. Na 28 liefhebberskampen, waarvan hij er slechts twee verloor, werd Karel op achttienjarige leeftijd beroepsbokser.
Op 21 augustus 1932 betwistte en won hij op punten zijn eerste profkamp tegen Emile Ballister. Al op 7 januari 1933 werd hij Kampioen der beide Vlaanderen. Op 24 april 1935 streed hij voor de Belgische titel bij de middelgewichten, maar hij werd door Gustave Roth verslagen. In 1936 en 1937 werd hij Belgisch kampioen bij de halfzwaargewichten. Ook nog in 1937 kampte hij voor de Europese titel bij de halfzwaargewichten, waar hij opnieuw Gustave Roth als opponent had. De kamp bleef onbeslist.
In 1939 zag Karel Sys een man van de pier in de zee springen. Hij sprong in het ijskoude water om deze wanhoopsdaad te verijdelen. Zijn heldhaftigheid werd bewierookt, maar zijn gezondheid werd er ongunstig door beïnvloed en hij verloor kort daarop de strijd voor de Europese titel zwaargewichten tegen Heinz Lazek. Kort na deze wedstrijd kreeg hij ook nog geelzucht.
Karel Sys, die ondertussen een opleiding tot uurwerkmaker had doorlopen, kreeg nieuwe mogelijkheden als bokser tijdens de Tweede Wereldoorlog. De Duitse bezetter was het martiale van de bokssport genegen en maakte dan ook de middelen vrij om ze te ondersteunen. De bokssport kende een periode van hoogconjunctuur. Sys werd een van de toonaangevende sportfiguren in België en elk van zijn kampen werd door een massa toeschouwers gevolgd. Op 2 juli 1942 nam hij revanche op Gustave Roth op het EK lichtzwaargewichten. Het hoogtepunt was toen hij in het najaar van 1943 Europees kampioen werd bij de zwaargewichten, door in Brussel de Zweed Olle Tandberg te verslaan.
De populaire Sys leidde een ongestoord leven en maakte fortuin, maar werd onvermijdelijk opgemerkt in de omgeving van Duitse officieren en van Vlaamse hoofdfiguren uit de collaboratie. De halve finale van het wereldkampioenschap zwaargewichten bracht hem in Breslau, waar hij de Italiaan Luigi Musina versloeg, wat hem Europees kampioen maakte. Hij nam ook in 1942 een paar keren deel aan bokswedstrijden in Berlijn, wat de indruk kon wekken dat hij het naziregime steunde. Door zijn sportieve successen, zijn populariteit en zijn rijzige, atletische gestalte werd hij door de Duitse nazi-propagandamachine gebruikt en voorgesteld als het arische  ideaalbeeld van de viriele sportheld. Hoewel hij zich nauwelijks met de actieve politiek bezig hield, werd hij in 1943 wel lid van de collaborerende Algemeene SS-Vlaanderen. Dat zou hem tijdens de repressie na de oorlog duur te staan komen. Hij liep nochtans in 1944 een schorsing van drie maanden op vanwege de Duitse boksbond, omdat hij te hoge eisen stelde om aan te treden in een Europees titelgevecht tegen de Duitser Jean Kreitz te Hamburg.
Na de bevrijding werd Sys opgepakt onder beschuldiging van collaboratie en enkele maanden opgesloten in het Pandreitje en het interneringskamp van Sint-Kruis. Na zijn vrijspraak door de Krijgsraad van Brugge werd hij vrijgelaten maar niet voor lang. Op 20 oktober 1945 werd hij in hoger beroep door het Krijgshof in Gent veroordeeld tot 1 jaar gevangenisstraf en een levenslange ontzetting uit zijn burgerlijke en politieke rechten. Bovendien weigerde de Fédération Belge de Boxe (Belgische boksfederatie) hem een licentie. Zijn ervaringen met de vrijwel uitsluitend Franssprekende bestuurders van de boksbond lag aan de basis, zoals hij later verklaarde, van zijn Vlaamsgezindheid.

### Verblijf in Argentinië
Na zijn vervroegde vrijlating uit de gevangenis vertrok Karel Sys, in de onmogelijkheid gesteld om nog te boksen in België, naar Spanje om er catchwedstrijden te betwisten. Met de hulp van de naar Spanje gevluchte Brusselse senator en collaborerend Commissaris-Generaal van Sport tijdens de bezetting Pierre Daye die hem een visum bezorgde, trok hij in 1949 samen met 24 andere 'incivieken' per schip naar Argentinië waar hij wel een bokslicentie kreeg. Met het gewonnen prijzengeld van enkele belangrijke, in Buenos Aires gespeelde kampen liet hij na zes maanden zijn vrouw Paula Van Ruymbeke en hun twee kinderen naar Argentinië overkomen waarna ze verhuisden naar een huisje in de buitenwijk Florencio Varela.  
In 1951 was hij opnieuw welkom in België. Op 12 januari 1952, in een met 15.000 mensen gevuld Sportpaleis van Schaarbeek, won Sys voor de tweede maal de Europese Zwaargewichttitel tegen de Duitser Hein Ten Hoff. Sys werd als een held in België onthaald. Wat later verloor hij echter de titel ten gunste van de Duitser Heinz Neuhaus. In 1953 kwam hij in conflict met zijn manager Theo Vanhaverbeke en tussen beiden kwam het nooit meer goed.
In 1954 nam Sys het in Brussel op in de halve finale voor het wereldkampioenschap tegen de Cubaan Niño Valdés. Na vier ronden moest hij opgeven en werd hij uitgefloten. Hij gaf het boksen op en vertrok weer naar Argentinië. Na een familiedrama verhuisde hij met zijn vrouw en twee zonen naar de kuststad Mar del Plata, waar hij al snel in contact kwam met een kleine gemeenschap van eveneens geëmigreerde Oostendse vissers. Hij werd er de lokale vertegenwoordiger van de vzw 'Vlamingen in de Wereld'. Hij bleef er wonen tot aan zijn dood.
Tijdens een kortstondig verblijf in België werd Karel Sys op 1 november 1980 gehuldigd in de sporthal van Izegem. In 1989 werd de "stylist" en "levende legende" Karel Sys geïnterviewd door Mark Uytterhoeven en Ivan Heylen voor het BRT-programma 'Sportavond'.

### Trivia
- Toen schrijver Hugo Claus in 1948 nog met zijn ouders in Oostende woonde, ontmoette hij er boksleraar Theo Van Haverbeke. De jonge boksfanaat volgde in zijn zaal bokslessen en mocht trainen met de handschoenen van Karel Sys.[6]

## Publicatie
- Karel Sys, Mijn leven als bokser, paperback, Uitgeverij Het Volk, 1981, 112 p.[7]